# Martial Pousaz
Martial Pousaz est un écrivain vaudois. Né à Panex (Ollon) le 6 octobre 1949, il décède le 30 mars 2010.

## Biographie
Martial Pousaz, dit Mouny, a 14 ans lorsqu'il écrit son premier poème.
Fils de paysan Martial effectue de nombreux voyages durant sa jeunesse. Il travaille en tant que secouriste sur les pistes de ski de la station de Villars-sur-Ollon durant les hivers et voyage durant régulièrement le reste de l'année. Après s'être marié en 1978 il décide l'année suivante de s'installer à Vevey. Il devient jardinier paysagiste et siège au Conseil Communal dans les rangs du parti socialiste.
Admirateur de Georges Brassens, Pierre Perret, Maxime Le Forestier et Georges Moustaki qu'il rencontre à 2 reprises, Martial écrit des poèmes - des petites histoires, selon lui - inspirés par l'actualité et les aléas de la vie. Ces recueils de poésie, parmi lesquels  
- Poèmes (1979),
- Du rire aux larmes (1982),  
- Le rêveur éveillé (1992),  
- « Livre contre l’exclusion », le prix d’une fracture, (1997),
- Les Révoltes et Tendresses du poète-jardinier (1998)
se situent entre révolte, tendresse, brutalité et sincérité. 
Il décède le 30 mars 2010 à l'hôpital de Montreux après avoir résidé ses 5 dernières années au Cameroun à Ebolowa.

## Sources
- « Martial Pousaz », sur la base de données des personnalités vaudoises sur la plateforme « Patrinum » de la Bibliothèque cantonale et universitaire de Lausanne.
- Africultures - Entretien - entretien de P. M. Asse Eloundou avec Matrial Pousaz
- Journal Objectif Réussir : Martial Pousaz
- Martial Pousaz, Le rêveur éveillé, 4e de couverture